# 오모리 마사유키
오모리 마사유키(일본어: 大森 征之, 1976년 11월 9일 ~ )는 일본의 전 축구 선수이다.

## 구단 경력
과거 산프레체 히로시마, 사간 도스, 나고야 그램퍼스에서 활동하였다.